# Giwat Chajjim (Ichud)
Giwat Chajjim (Ichud) (hebr. (גבעת חיים (איחוד) – kibuc położony w samorządzie regionu Emek Chefer, w Dystrykcie Centralnym, w Izraelu.
Członek Ruchu Kibuców (Ha-Tenu’a ha-Kibbucit).

## Historia
Kibuc został założony w 1952 roku przez członków lewicowej partii politycznej Mapai.

## Gospodarka
Gospodarka kibucu opiera się na rolnictwie i uprawach cytrusów. Swoją siedzibę ma tutaj zakład Perigat produkujący napoje i soki owocowe.

## Ludzie związani z Giwat Chajjim
- Iwri Lider (ur. 1974) – piosenkarz